# Aphonopelma clarki
Aphonopelma clarki är en spindelart som beskrevs av Smith 1995. Aphonopelma clarki ingår i släktet Aphonopelma och familjen fågelspindlar. Inga underarter finns listade i Catalogue of Life.

## Bildgalleri

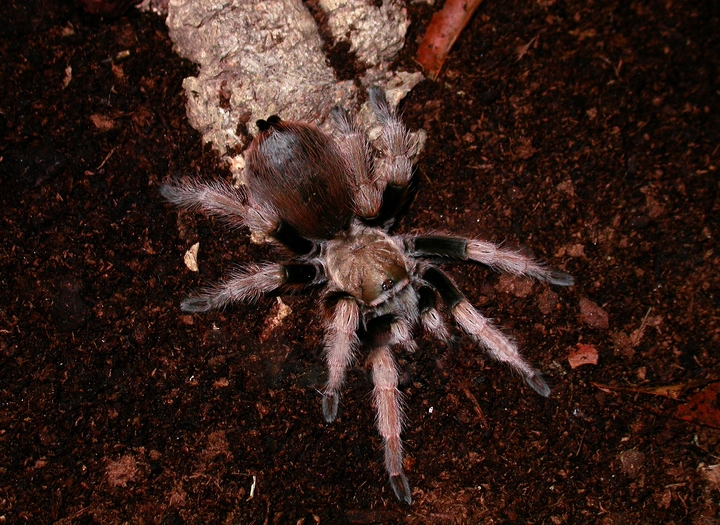